# Papier collé
Papier collé - jest techniką malarską w której malarz nakłada na uprzednio namalowany obraz cienkie  papierowe elementy.
Jako jeden z pierwszych używał tej techniki Georges Braque.
Wykorzystywał on materiały różnobarwne i różnofakturowe jak gotowe druki, tapety, gazety.
Papier collé jest rodzajem kolażu, techniki te różnią się od siebie. 
W pierwszej metodzie stosuje się tylko papierowe elementy, które wklejane na obrazie przedstawiają konkretne przedmioty. W drugiej stosuje się także inne materiały jak tkaniny, fotografie, piasek, słomę.
Metodę tę stosowali także futuryści, dadaiści. Nazwa odnosi się jednak głównie do prac kubistycznych z 1912-14 roku. Pierwszą pracą w tej technice był obraz G. Braque „Naczynie owocowe i szkło”.